# Фана Кочовска
Фана Кочовска-Цветкович (на македонска литературна норма: Фана Кочовска - Цветковиќ) е югославска партизанка и деец на така наречената Народоосвободителна войска на Македония.

## Биография
Родена е на 27 юли 1927 година в битолското село Лавци. От 1941 година става член на Съюза на комунистическата младеж на Югославия. През 1942 година става партизанка в Битолски народоосвободителен партизански отряд „Яне Сандански“. По-късно е младежки ръководител в Народоосвободителен батальон „Стив Наумов“. Била е партизанка във втора, трета и седма македонски ударни бригади. Участва във Февруарския поход и Пролетната офанзива. След войната заема политически и държавни постове. Носител е на Партизански възпоменателен медал 1941 година. Обявена е на 9 октомври 1953 година за народен герой на Югославия.